# Drei Zeitalter (Buddhismus)
Die drei Zeitalter bzw. drei Zeiten (skt. tri-kāla; tib. dus gsum; chinesisch 三時, Pinyin sānshí, W.-G. san-shih; jap. sanji) sind ein im chinesischen Buddhismus geprägtes Konzept zur absteigenden Einteilung der Wirkungsgeschichte der Lehren (Dharma) eines Buddhas (zumeist des historischen Buddhas Siddhartha Gautama) nach dessen Scheiden aus der Welt. Es ist auch als Amalgamierung der einzelnen Namen der Zeitalter unter der Bezeichnung Zhengxiangmo (chinesisch 正像末, Pinyin zhèngxiàngmò, W.-G. cheng-hsiang-mo; jap. shōzōmatsu) bekannt.

## Einteilung
Unterschieden wird dabei zwischen 
1. der wahren, bzw. orthodoxen Lehre (skt. samyag-dharma; avitatha, ānudhārma, uccāraṇa, dharmatā, dharma-deśanā, dharma-netrī, dharma-paryāya, dhārmika, dhārmikī, naya, niṣyanda-dharma, netrī, pravacana, prāvaccana, buddha-dharma, buddha-netrī, śasana; chinesisch 正法, Pinyin zhèngfǎ, W.-G. cheng-fa, jap. shōbō): Doktrin, Praxis und Erleuchtung sind möglich. Diese Periode dauert je nach Auslegung entweder 500 oder 1000 Jahre an.
2. der formal ähnlichen bzw. scholastischen Lehre (skt. saddharma-pratikṣepa, saddharma-pratirūpaka; chinesisch 像法, Pinyin xiàngfǎ, W.-G. hsiang-fa; jap. zōhō bzw. zōbō): Doktrin und Praxis sind möglich, aber es gibt keine Erleuchtung mehr. Diese Periode dauert je nach Auslegung entweder 500 oder 1000 Jahre an.
3. der späten und bereits verfallenden Lehre (skt. saddharma-vipralopa, carima-kāla; chinesisch 末法, Pinyin mòfǎ, W.-G. mo-fa; jap. mappō): Es existiert nur noch die Doktrin, sowohl Praxis als auch Erleuchtung sind nicht mehr möglich. Diese Periode dauert 10.000 Jahre an. Nachdem sie endet, verschwindet zuletzt selbst die Doktrin Buddhas.

## Entwicklung und Verbreitung
Der Ursprung der Lehre liegt in Indien, war aber dort noch zu keiner spezifischen Systematisierung gelangt. Hauptsächlich wurde dabei der Begriff des ersten Zeitalters verwendet, um Kritik an diversen Entwicklungen in den buddhistischen Gemeinschaften (sangha) unter einen Allgemeinbegriff zu fassen und diese somit als Abkehr von der wahren Lehre Buddhas charakterisieren zu können. Früheste Schriften, in denen diese Thematik begrifflich vorkommt, sind u. a. das Saṃyutta Nikāya und das „Cakkavatti-sīhanāda Suttanta“ im Dīgha Nikāya.
Unter dem Eindruck der buddhismusfeindlichen Herrschaft des Alchon-Königs Mihirakula entstanden die beiden Sutras Sūryagarbha und Candragarbha, die im 6. Jahrhundert von Narendrayaśas ins Chinesische übersetzt und später in das Mahāyānābhisamaya sūtra integriert wurden. Letzterer Text wurde von Jñānayaśas (564–572) ins Chinesische übersetzt (大乘同性經,  Dàshéng tóngxìng jīng,  Ta-sheng t'ung-hsing ching; jap. Daijō dōshō kyō) und bildete einen der grundlegenden Texte für die Entwicklung der Endzeitideologie im chinesischen und japanischen Buddhismus.
Zur Systematik wurde die Lehre erst im China des 6. Jahrhunderts ausgearbeitet. Eine erste Zuteilung der drei Zeitalter zu konkreten Zeiträumen der Menschheitsgeschichte wurde von Huisi (慧思,  Huìsī; 515–577) vorgenommen, dem zweiten Patriarchen der Tiantai zong. Für ihn war das letzte Zeitalter bereits eingetreten. Wenig später erhielten diese Thesen besonderes Gewicht in den buddhistischen Gemeinschaften Chinas, als unter Kaiser Wu der Nördlichen Zhou-Dynastie von 574 bis 577 eine große Buddhistenverfolgung stattfand.
Aufgrund der Annahme von seiner Gegenwart als dem Zeitalter der Degeneration des Dharma entwickelte Xinxing (信行,  xìnxíng; 540–594) die dreistufige Lehre (三階教,  Sānjiē jiào), in der die Auswahl verschiedener buddhistischer Doktrinen abhängig vom Lernvermögen bestimmt und dabei ein besonderes Augenmerk auf die Lernunfähigen als charakteristische Wesen dieses Zeitalters gelegt wurde.
Auch die Meister des chinesischen Amitabha-Buddhismus Daojo (道綽; 562–645) und Shandao (善導,  Shàndǎo; 613–681) waren überzeugt, im mòfǎ geboren worden zu sein.
In Japan war das Konzept bereits seit der Nara-Zeit bekannt, erfuhr aber erst in der sozial und politisch chaotischen Zeit des mittelalterlichen Japan (ab der späten Heian-Zeit) eine weite Verbreitung in den religiösen Lehren der buddhistischen Schulen. Als ungefähres Anfangsdatum des mappō galt zumeist das Jahr 1055. Es wurde spätestens seit diesem Zeitraum zu einer theoretischen Grundlage für verschiedene Strömungen im japanischen Buddhismus, insbesondere für die neuen Massenbewegungen der Kamakura-Zeit (Amida- und Nichiren-Buddhismus). Ablehnung hingegen erfuhr es z. B. durch den Zen-Meister Dōgen.
Die Mappō-Ideologie (末法思想, mappō shisō) war ebenfalls wichtig für die alten Schulen des Nara-Buddhismus, wenn auch ihre Vertreter (darunter Jōkei, Eison, Ninshō, Jitsuhan, Kainyo, Kakushin, Kakujō, Shunjō und Donshō) nicht wie die Reformer der neuen Schulen eine praktische Ergebung in die Zeit des Niedergangs, sondern stattdessen eine Rückkehr zu alten Idealen formulierten. Dies äußerte sich u. a. in einer Renaissance der Shaka-Verehrung und einer (insbesondere durch die Risshū initiierten) Bewegung für die Restauration der klösterlichen Mönchsregeln (Vinaya).

## Amitabha-Buddhismus
Eine besonders wichtige Rolle spielen die drei Zeitalter im Amitabha-Buddhismus: Da es im letzten Zeitalter (in der die Menschheit sich diesem System zufolge gegenwärtig befindet) keine realistische Aussicht darauf gebe, dass die Menschen Erleuchtung erlangen können, müsse den leidenden Wesen im Geiste der Doktrin des Buddhas eine andere Aussicht gegeben werden. Diese besteht für den Amitabha-Buddhismus in dem Eintritt in das Reine Land (skt. Sukhavati) des Buddhas Amitabha.
Da die Menschen auch die traditionellen buddhistischen Praktiken nicht mehr erlernen oder ausüben könnten, müsse ihnen dazu auch ein anderes Mittel gegeben werden. Dies besteht im Amitabha-Buddhismus in dem völligen Vertrauen in bzw. in der Hoffnung auf die „Kraft des Anderen“, d. h. die Kraft Amitabhas, alle empfindungsfähigen Lebewesen in sein Reines Land aufzunehmen.

## Nichiren-Buddhismus
Die Mappō-Ideologie war von eminenter Wichtigkeit für den buddhistischen Reformer Nichiren. Während seiner Zeit als Tendai-Mönch auf dem Hiei-zan entwickelte er das Kernstück seiner religiösen Lehre: Im Zeitalter der Degeneration der Lehre Buddhas vermöge einzig und allein das Hokke-kyō den Menschen noch Hoffnung auf Erlösung aus dem Kreislauf des Leidens (輪廻 rinne) zu bieten. Die Verbreitung des Lotos-Geistes und damit die Errettung Japans verstand Nichiren als seine heilige Aufgabe, da der historische Buddha seine Lehre in diesem Zeitalter nicht mehr vermitteln könne.